# Maninder Singh
Pour les articles homonymes, voir Singh.
Maninder Singh est un joueur de hockey sur gazon indien qui joue au poste d'attaquant pour le Hockey Chandigarh et l'équipe nationale indienne.

## Carrière
Il a été appelé en 2022 pour concourir à la Coupe d'Asie 2022 à Jakarta.

## Palmarès
- : 3e à la Coupe d'Asie 2022